# 军种

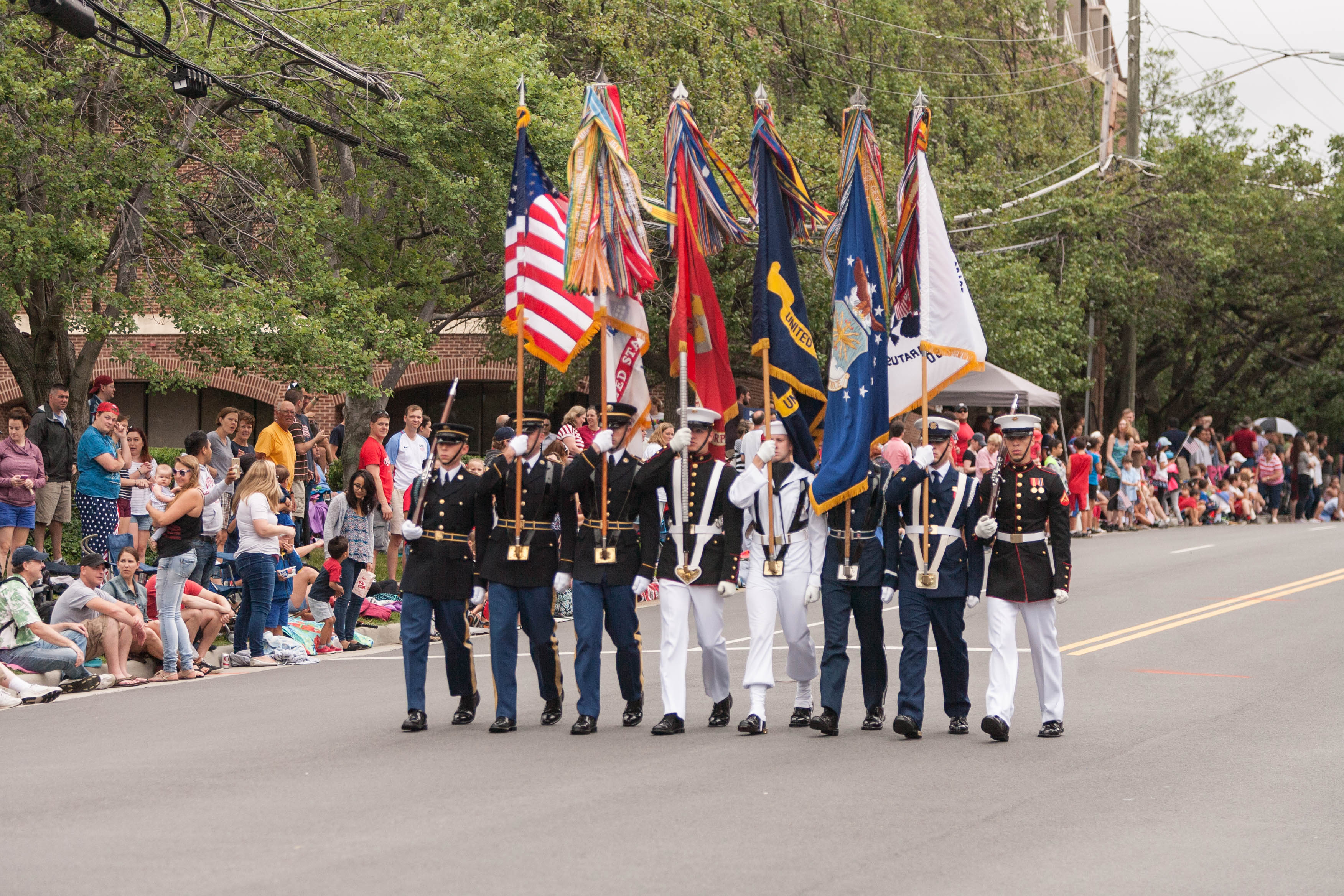
美國軍事的一支聯合服役儀隊，由美國6個軍種中的5個分支人員組成

军种是国家軍隊的划分，通常分作陆军、海军、空军三个军种。军种可进一步细分为兵种。
有的国家的軍隊在三军之外还有特殊的军种：
- 中国人民解放军（军兵种列表）：中国人民解放军火箭军
- 中华民国国军：中华民国宪兵、 中華民國海軍陸戰隊
- 大韓民國國軍：韩国海军陆战队
- 意大利军队：意大利宪兵
- 法国军队：法国宪兵
- 波兰军队：特种警察部队
- 美國武裝部隊：美国海军陆战队、美国海岸警卫队、 美國太空軍
- 俄羅斯聯邦軍：俄罗斯空降軍、俄羅斯戰略火箭軍、俄罗斯边防军、俄羅斯航空太空軍
- 烏克蘭武裝部隊:無人系統部隊、烏克蘭海軍步兵、烏克蘭空降突擊軍、烏克蘭特種作戰部隊
- 朝鲜人民军：朝鲜人民军战略军、朝鲜人民军特种作战军
- 沙特皇家武装部队：沙地阿拉伯皇家戰略火箭軍